# Żleb pod Krzyżnem

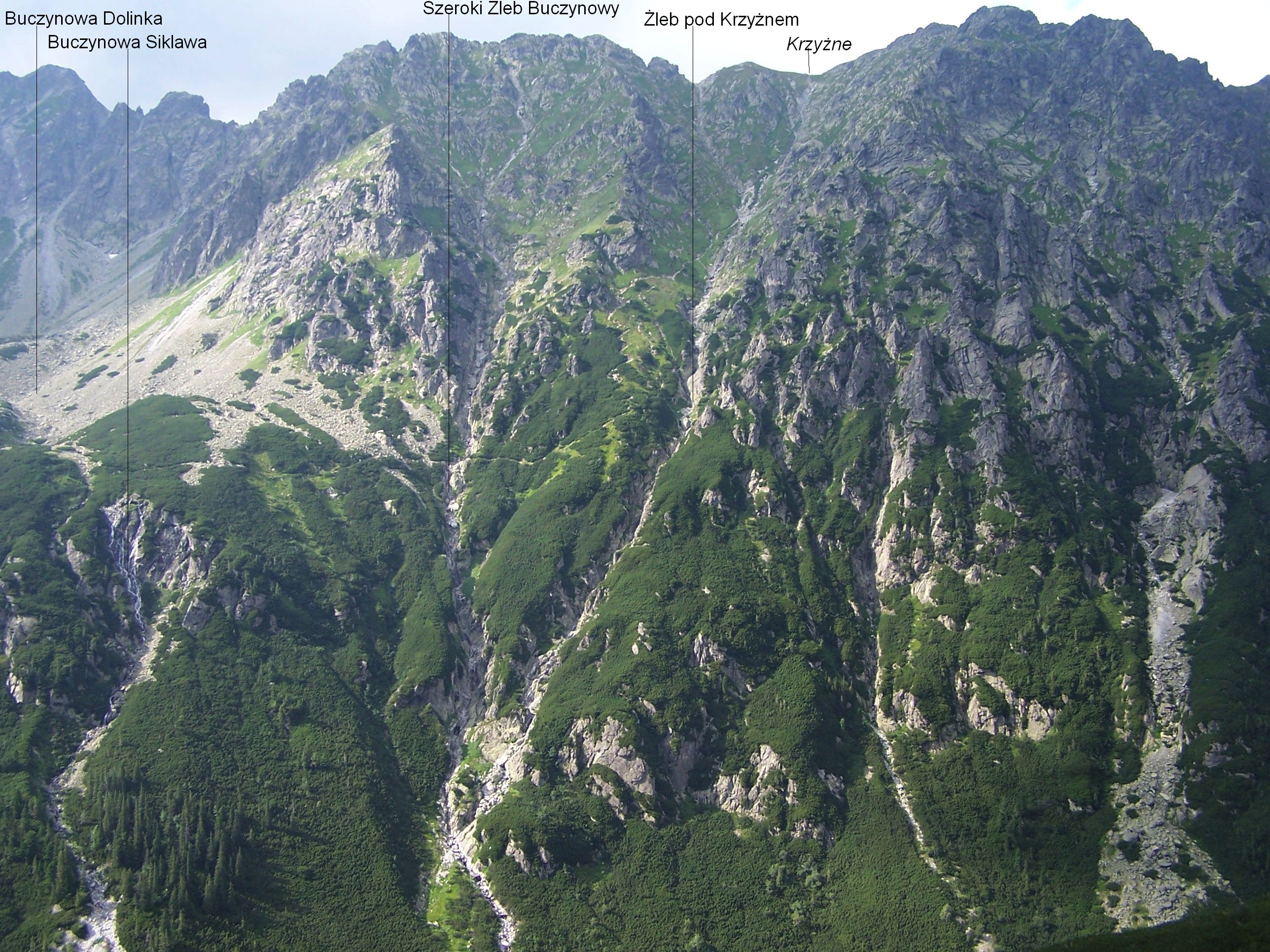
Widok ze Świstowej Czuby

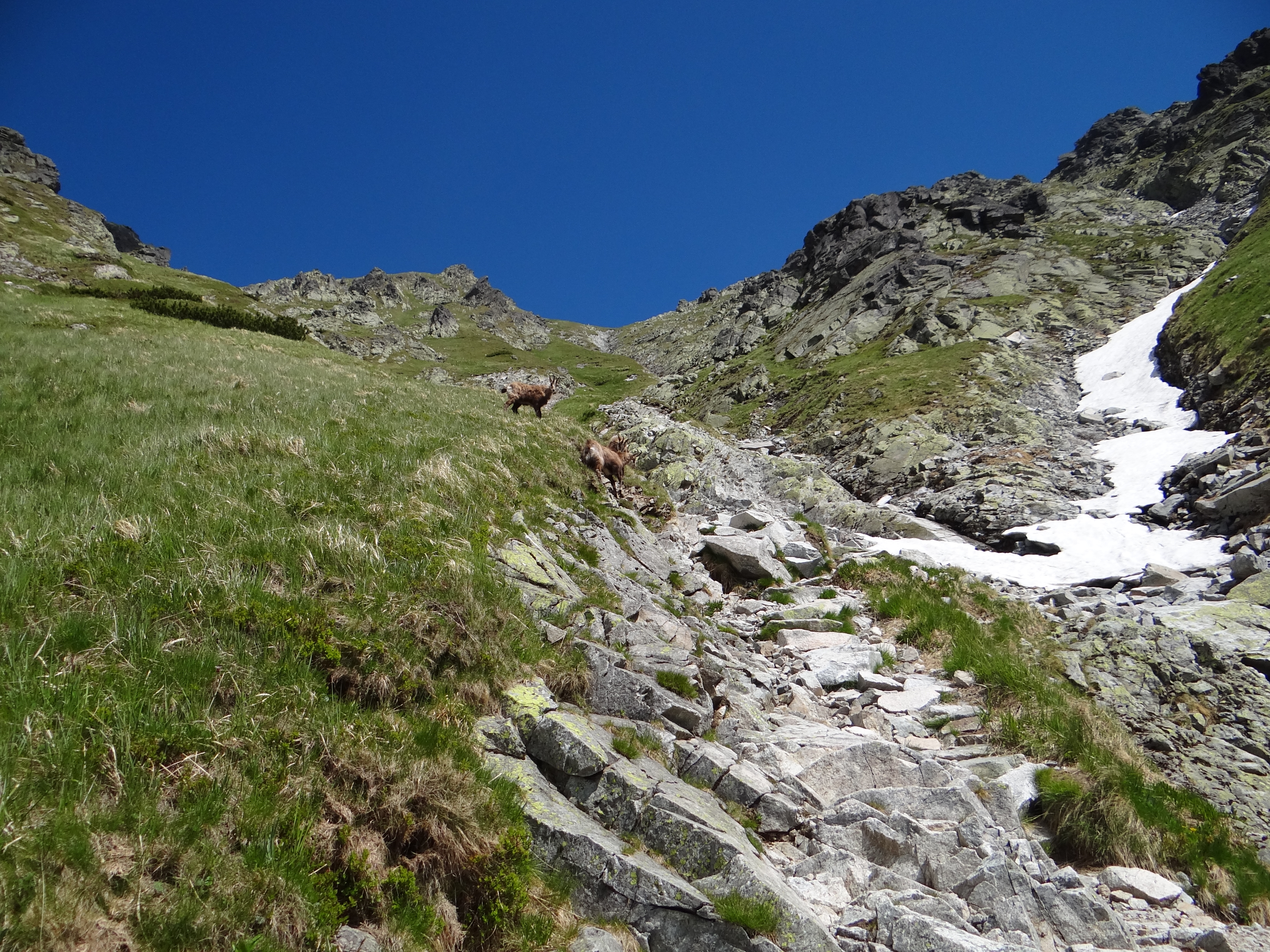
Kozice w Żlebie pod Krzyżnem

Żleb pod Krzyżnem – żleb w orograficznie lewych zboczach Doliny Roztoki w polskich Tatrach Wysokich. Wcina się między Buczynowe Turnie a masyw Wołoszyna. U góry ma trzy ramiona; orograficznie prawe opada spod Przełączki pod Ptakiem (ok. 2105 m), środkowe spod przełęczy Krzyżne (2112 m), lewe z Wołoszyńskiej Szczerbiny. W widłach prawego i środkowego żlebku znajduje się Kopa nad Krzyżnem (2135 m), środkowego i lewego Mały Wołoszyn (2144 m). Żlebki łączą się z sobą na wysokości ok. 1950 m. Od tego miejsca jednym już korytem żleb opada aż do wysokości ok. 1450 m, gdzie z prawej strony dołącza do niego Szeroki Żleb Buczynowy. Od miejsca połączenia tych dwóch wielkich żlebów ich wspólne koryto skręca na południowy wschód i uchodzi do dna Doliny Roztoki na wysokości ok. 1400 m. Tak więc wysokość Żlebu pod Krzyżnem liczona od przełęczy Krzyżne wynosi ponad 700 m. Jest to duży żleb i głęboko wcięty w skały. Jego dnem w dolnej części spływa zwykle niewielki strumyk uchodzący do potoku Roztoka. Od wysokości ok. 1700 m prawym zboczem żlebu prowadzi znakowany szlak turystyczny na przełęcz Krzyżne.

## Szlaki turystyczne
rozdroże w Dolinie Pięciu Stawów Polskich – Niżnie Rzędy Buczynowe – Dolinka Buczynowa – Żleb pod Krzyżnem – Krzyżne.